# Aeroportul Internațional Boa Vista
Aeroportul Internațional Boa Vista (IATA: BVB, ICAO: SBBV) este un aeroport din Boa Vista, Roraima, Brazilia ce deservește zona Boa Vista. Aeroportul a fost tranzitat în 2022 de 369.482 de pasageri. A fost deschis în 1973 și numit după zona deservită.
Situat la o altitudine de 84 m, aeroportul dispune de 1 pistă. Este operat de Infraero⁠(d).

## Infrastructură

### Piste
Aeroportul dispune de o singură pistă. Pista 7/25 are suprafața de asfalt și dimensiunile 2.700 m × 45 m. 